# (2511) Patterson
(2511) Patterson es un asteroide perteneciente al cinturón de asteroides, descubierto el 11 de junio de 1980 por Carolyn Shoemaker desde el Observatorio del Monte Palomar, Estados Unidos.

## Designación y nombre
Designado provisionalmente como 1980 LM. Fue nombrado Patterson en honor al geoquímico estadounidense Clair Cameron Patterson.